# Cacosternum leleupi
The Katanga Caco hoặc Cacosternum leleupi (tên tiếng Anh: Katanga Metal Frog) là một loài ếch thuộc họ Petropedetidae.
Đây là loài đặc hữu của Cộng hòa Dân chủ Congo.
Môi trường sống tự nhiên của chúng là xavan ẩm, đồng cỏ nhiệt đới hoặc cận nhiệt đới vùng ngập nước hoặc lụt theo mùa, sông có nước theo mùa, đầm nước, và đầm nước ngọt có nước theo mùa.